# NA-5008
La  NA-5008  es una carretera local perteneciente a la Red de Carreteras de Navarra que se inicia en PK 9,61 de A-21 (Glorieta) y termina en Torres de Elorz. Tiene una longitud de 1,56 kilómetros.